# Argostemma lanceolarium
Argostemma lanceolarium är en måreväxtart som beskrevs av Henry Nicholas Ridley. Argostemma lanceolarium ingår i släktet Argostemma och familjen måreväxter. Inga underarter finns listade i Catalogue of Life.